# Arcibiskupské gymnázium v Praze
Arcibiskupské gymnázium v Praze je katolické osmileté gymnázium se všeobecným zaměřením. Navštěvuje je asi 530 žáků.
Gymnázium sídlí v budově čp. 586 v Korunní ulici č. 2 v Praze 2 na Vinohradech od roku 1993. V letech 1938–1992 v této budově sídlilo gymnázium s postupně měněnými názvy: 1938–1950 Dívčí reálné gymnasium, 1950–1989 Gymnázium Wilhelma Piecka, 1990–1993 Korunní; to v roce 1993 budovu uvolnilo a přestěhovalo se do Zborovské ulice na Smíchově, do budovy bývalé stavební průmyslovky, a v roce 1999 se přejmenovalo na Gymnázium Christiana Dopplera).
Zřizovatelem gymnázia je pražské arcibiskupství, proto svým názvem volně navazuje na Arcibiskupské gymnázium Praha-Bubeneč, které fungovalo mezi lety 1913–1950.
Gymnázium také dbá na duchovní rozvoj svých žáků. K tomuto účelu slouží školní kaple a příležitostně nedaleká bazilika sv. Ludmily. Ve škole působí školní kaplani z řádu dominikánů a kapucinů.

## Vzdělávání
Od roku 2009 se na Arcibiskupském gymnáziu vyučuje podle školního vzdělávacího programu AG Osm svobodných umění. Na škole je povinná výuka latinského jazyka (od kvarty do sexty) a náboženství (po celou délku studia). Na vyšším gymnáziu se hojně užívá systému volitelných seminářů. Arcibiskupské gymnázium v Praze je též pilotní školou projektu Německý jazykový diplom (DSD), podporovaného vládou Německa. Při výuce německého jazyka škola spolupracuje mimo jiné s gymnázii v Bad Münstereifelu a Ebermannstadtu a úroveň výuky německého jazyka na škole je vysoká. Dále se na vyšším gymnáziu povinně vyučuje filozofie.

## Hvězdárna

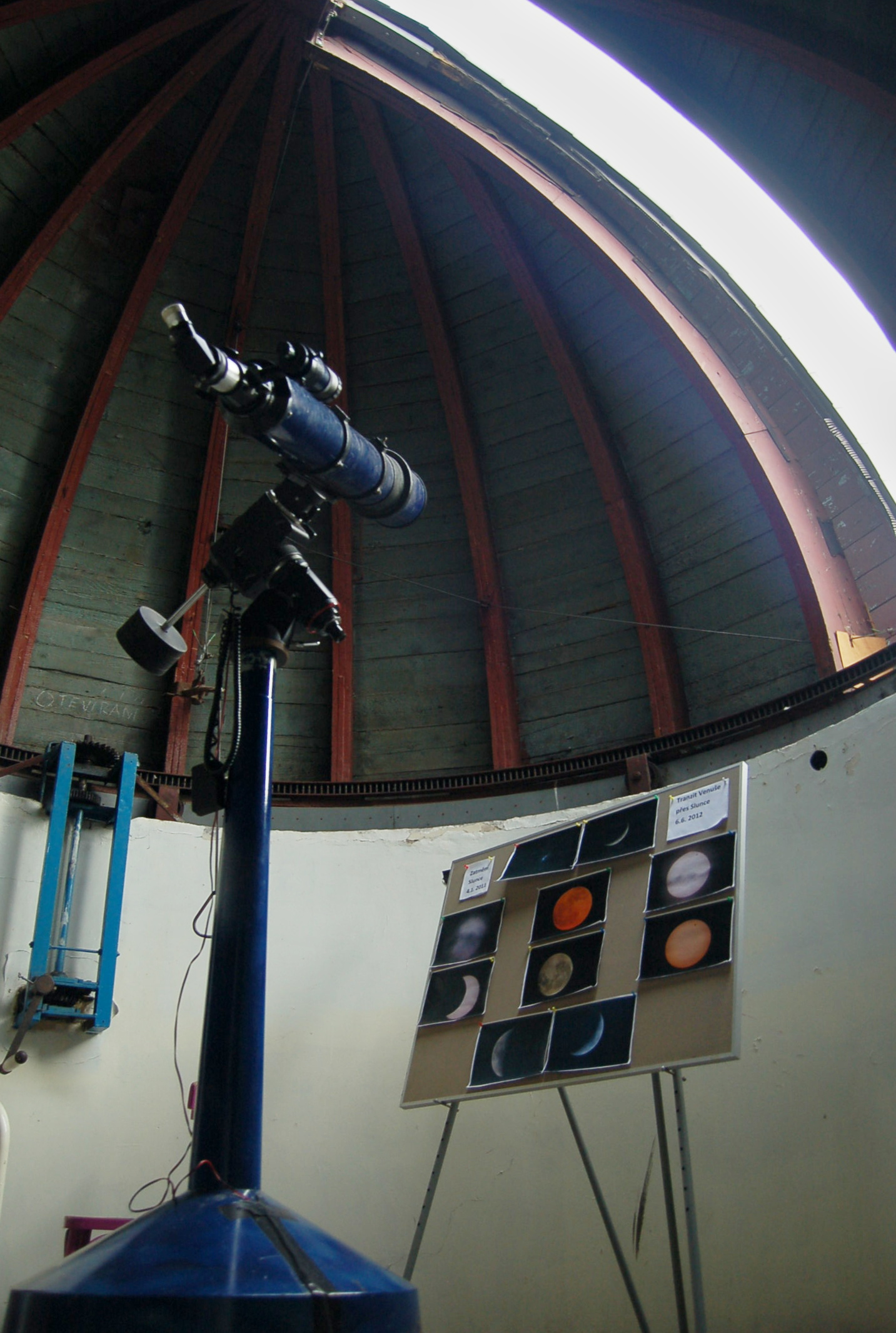
Dalekohled ve hvězdářské kupoli

Na vrcholu budovy v 6. patře byla při výstavbě školy v roce 1938 zřízena hvězdářská kupole. Po zestátnění školy v roce 1950 byly dalekohled a astronomické vybavení odstraněny. Nově byla kupole otevřena 30. března 2005 po několikaměsíční rekonstrukci. Ve vybavení má kromě dalekohledu také malou příruční knihovnu, hvězdný atlas, tabuli, skládací židle, projektor a počítač.

## Historie

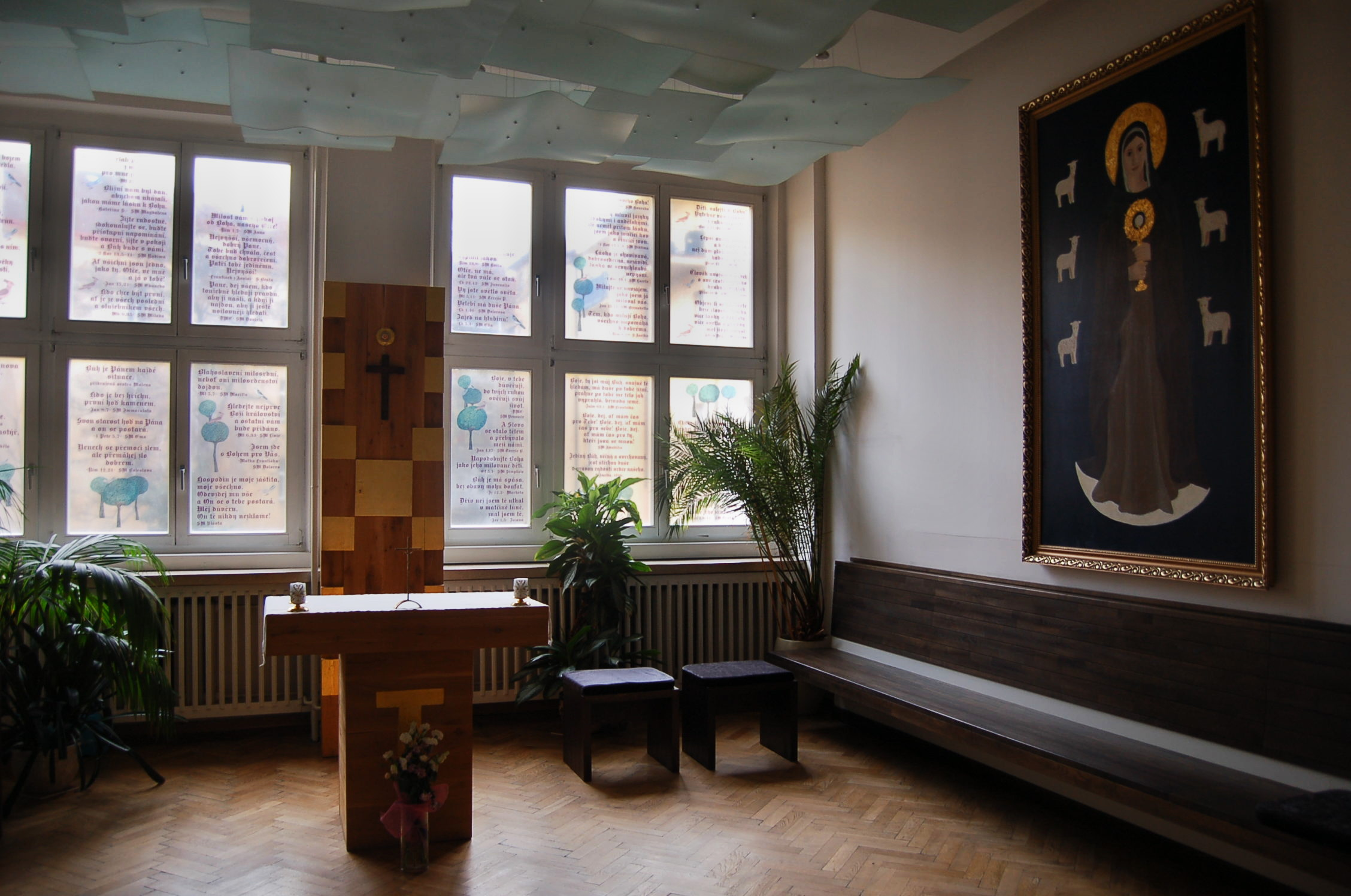
Kaple Arcibiskupského gymnázia ve 2. patře

- 1904 Založení dívčí školy kongregací školských sester řádu sv. Františka

- 1937 Přestavba budovy kvůli nevyhovujícím podmínkám (vykopány 10 metrů hluboké základy, na stavbě pracovalo 300 dělníků ve dvou směnách, bylo vyvezeno 4675 vozů zeminy a celá přestavba stála 10 milionů korun)

- 29. 10. 1938 Stavba byla dokončena architektem Tomášem Šaškem a vysvěcena kardinálem Karlem Kašparem, dostala jméno Dívčí reálné gymnázium na Královských Vinohradech Školských sester sv. Františka (škola měla domácí kapli, tělocvičnu s ochozem s kapacitou až 500 lidí. V přízemí byla ředitelna, hovorna, rýsovna, kreslírna, zeměpisné, přírodovědné a fyzikální kabinety, laboratoř. V 5. patře byly umístěny internátní pokoje)Aula

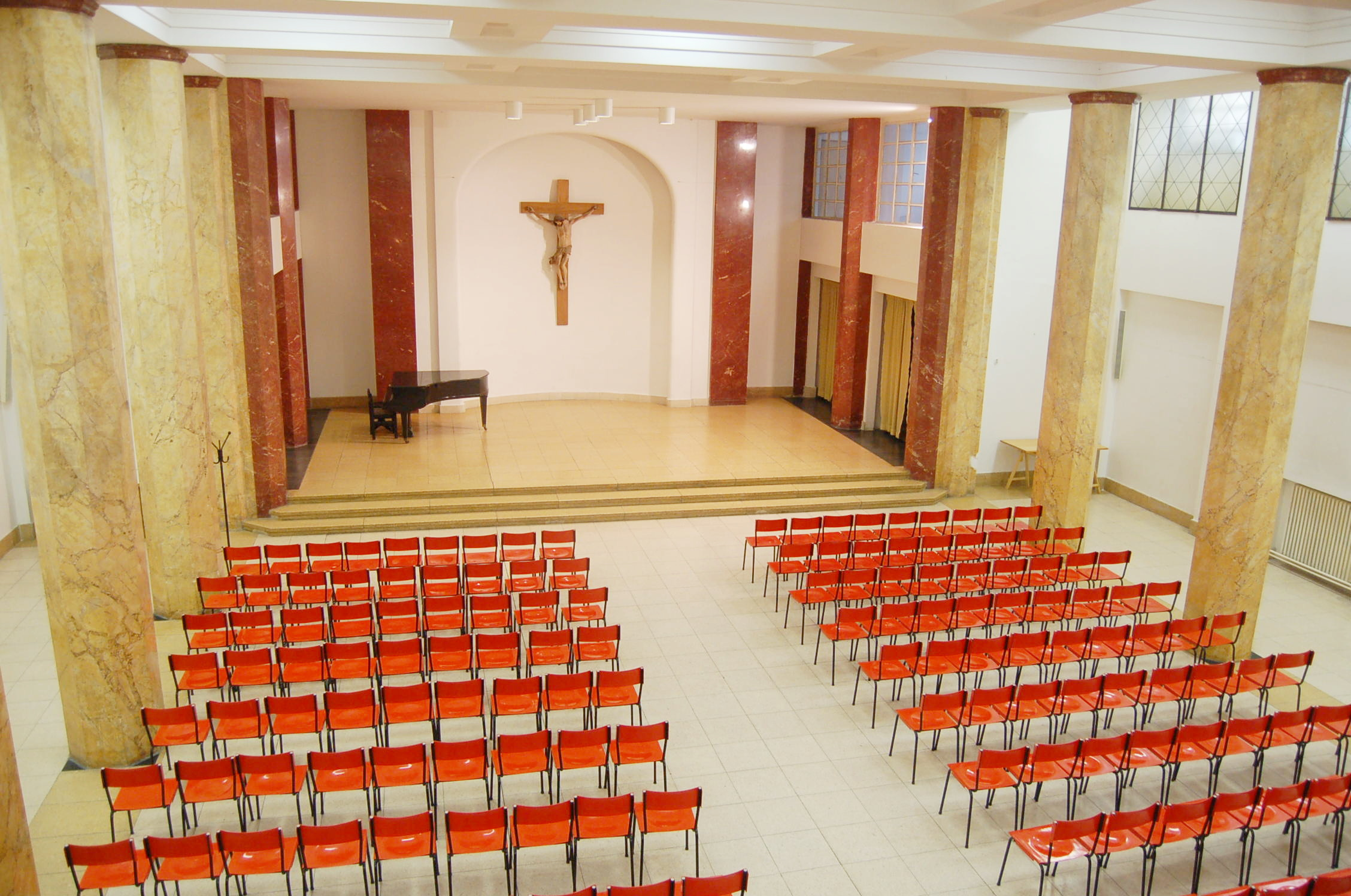
Aula

- 13. 4. 1950 Gymnázium bylo zestátněno, výuka soustředěna na přírodovědnou větev (zvl. matematiku a fyziku) a cizí jazyky, v letech 1953–1989 nazýváno podle ulice Wilhelma Piecka. Z kupole byl odstraněn dalekohled a astronomické vybavení, nahradily jej zásobníky vody pro ústřední topení. Kvalitou výuky a počtem absolventů studujících na vysokých školách přírodovědných směrů patřilo k nejvýznamnějším v zemi
- 1. 9. 1992 Znovuobnovení Církevního gymnázia, přejmenováno na Arcibiskupské gymnázium, budova byla navrácena kongregaci školských sester řádu sv. Františka
  - Učební plán: čeština, literatura, rétorika, dva světové jazyky, dějiny lidské kultury, přírodověda, základy filosofie, náboženství
  - Zřizovatelem je Pražské arcibiskupství, ředitelem se stal RNDr. Petr Kolář, v této době zde studovalo jen 90 studentů
- 1. 4. 2023 budovu školy koupilo Arcibiskupství pražské do školské Nadace sv. Ludmily pro potřeby Arcibiskupského gymnázia

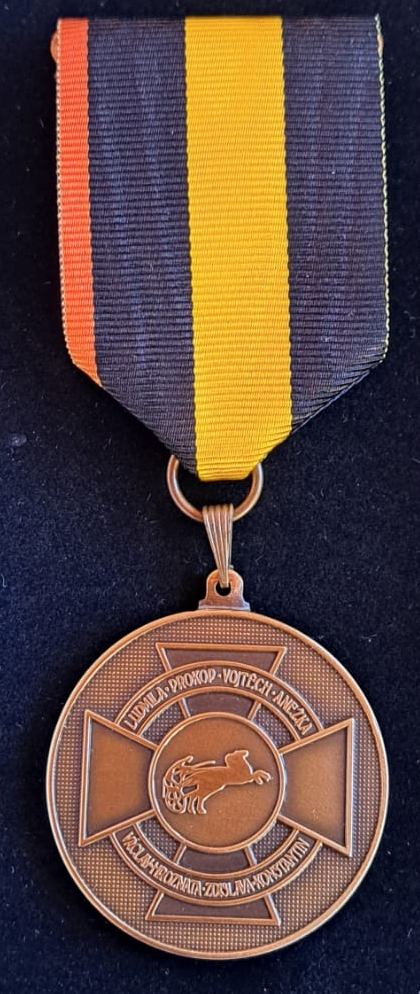
Záslužná medaile Arcibiskupského gymnázia

## Záslužná medaile Arcibiskupského gymnázia
Ke 30. výročí založení školy byla ředitelem Ondřejem Mrzílkem zřízena Záslužná medaile Arcibiskupského gymnázia. Je udělována všem, kteří se významným způsobem zasloužili o budování dobrého jména školy, jejího fungování, rozvoje a podpory, a to žákům, zaměstnancům, sponzorům školy, absolventům a dalším osobám. Návrhy na udělení tohoto vyznamenání mohou podávat zaměstnanci školy, školská rada, rada ŠPO, rada rodičů a žákovská rada.
Autorkou medaile je výtvarnice Klára Španělová. Je ražena z tombaku o průměru 40 mm. Medaile I. stupně je pozlacena, medaile II. stupně je postříbřena a medaile III. stupně je v barvě bronzu. Na averzu medaile je vyobrazen kříž s logem Arcibiskupského gymnázia a uvedena jména světců přiřazena k jednotlivým uměním v souladu s ŠVP. Na reverzu medaile jsou uvedeny latinské nápisy: název školy: GYMNASIVM ARCHIEPISCOPALE, školní motto: SPIRITUS, UBI VULT, SPIRAT a rok založení vyznamenání A.D. MMXXII. Medaile je zavěšena na stuze v barvách Pražského arcibiskupství (černá, zlatá černá) a levým krajním proužkem v barvě Arcibiskupského gymnázia (oranžová).
Medaile byla poprvé udělována 19. 10. 2022 při bohoslužbě v katedrále sv. Víta, Václava a Vojtěcha v Praze, kterou při oslavách výročí školy celebroval biskup Václav Malý. Oceněné osobnosti i s jejich medailony zveřejňuje škola na svých stránkách.

## Školní akce
V průběhu roku jsou školou pořádány různé akce, na kterých se někdy podílejí i sami studenti.

### Zahraniční zájezdy/výměnné pobyty
- Německo, Bad Münstereifel a Ebermannstadt – každoroční výměnný jazykový pobyt
- Francie, Carcassonne – výměnný jazykový pobyt
- Španělsko, Valencie – výměnný jazykový pobyt
- Jeruzalém – vzdělávací výjezd

### Sportovní kurzy a turnaje
- Lyžařský výcvikový kurz sekund v Rokytnici nad Jizerou
- Lyžařský výcvikový kurz kvint v rakouských Alpách
- Sportovní kurz septim v Dobronicích
- Turnaj ve florbalu pořádaný pro chlapce ze všech ročníků
- Turnaj v košíkové pořádaný pro dívky z vyššího gymnázia
- Turnaj v přehazované pořádaný pro dívky z nižšího gymnázia
- Účast na pražském půlmaratonu RunCzech
- Účast na juniorském maratonu

### Další zájezdy
- Seznamovací kurz prim a kvint
- Spirituálně edukační program pro sekundy až septimy
- Duchovní cvičení oktáv
- Výtvarný kurz sext
- Výlety pořádané RNDr. Zdeňkem Lauschmannem
- + možnost třídního výletu v k tomu vyhrazených týdnech

### Další akce

#### Agora
Agora je již tradiční přednášková akce Arcibiskupského gymnázia, pořádaná žáky, která si stejně jako její starověký předchůdce klade za cíl shromažďovat zajímavé osobnosti a projekty z rozmanitých odborných kruhů pod jednu střechu. Pro studenty a veřejnost je to jedinečná příležitost, jak obohatit svůj život nejen o řadu skvělých přednášek a diskusí, ale i workshopů či koncertů.

#### Společenský večer
Společenská taneční akce s množstvím doprovodného programu a zároveň prostor pro setkání žáků s učiteli a rodiči v prostředí a náladě značně neformální – to je tradiční Společenský večer školy, který připravují žáci septim.

#### Maturitní ples
Maturitní ples se koná každý rok. Je pořádán žáky oktáv.

#### Akademie
Akademie je tvůrčím vystoupením celé školy obvykle na závěr školního roku. Organizaci mají na starosti sextáni.

#### Roční projekt
Ve škole jsou realizovány roční projekty vázané na jednotlivé klíčové kompetence, které jsou přiřazeny jednotlivým ročníkům.

#### Žákovský parlament
Hlavním posláním žákovského parlamentu Arcibiskupského gymnázia je hájit zájmy žáků, sdělovat názory žáků vedení školy, poskytovat žákům informace o zajímavém dění na AG a podporovat jejich zájem o události a život na škole.

#### Školní mše
Mše jsou pořádané na začátku a konci školního roku. Také při významných církevních svátcích a slavnostech. Mimo to je možnost se účastnit ranní mše slavené každou středu a čtvrtek.

## Ředitelé
- RNDr. Petr Kolář (1992–1994)
- RNDr. Martin Slavík (1994–1996)
- Mgr. RNDr. Pavel Křížek (1996–2003)
- Ing. Mgr. Richard Mašek (2003–2020)
- PhDr. Mgr. Ondřej Mrzílek, MBA (od 2020)

## Významní učitelé
- Marie Eliška Pretschnerová (na ArG 1945-1948), matematika a fyzika
- Vojtěch Eliáš (na AG 1998–2003), katecheta, prezident Arcidiecézní charity Praha
- Marios Christou (na AG od 2020), skladatel a sbormistr

## Významní absolventi
- Fanda Holý, písničkář, multiinstrumentalista
- Bára Zmeková, písničkářka
- František Glazar, Paralympionik roku 2000 (maturant 1999)
- Jan Lukavec, publicista, kulturolog a knihovník
- Josef Šorm, hlavní redaktor časopisu Bridge
- Kristýna Höschlová, záchranářka horské služby
- Patrik Černohorský, reprezentant České republiky v rugby
- Miroslav Herold, jezuita, farář
- Miroslav Verner, gynekolog a porodník v nemocnici U Apolináře
- Anežka Rusevová, herečka
- Jan Vepřek, ředitel křesťanského gymnázia v Dobřejovicích
- Eugen Liška, scenárista
- Filip Dyda, novinář
- Jan Vachek, internista a nefrolog Všeobecné fakultní nemocnice a primář Klatovské nemocnice
- Matyáš Zrno, novinář a balkanolog
- Jakub Holeček, právník a spisovatel
- Jiří Ovčáček, novinář a politik (nedokončil)
- Jakub Šárka, herec a florbalista

### Ocenění žáci
- Mezinárodní soutěž Mene Tekel (2008) – 2. místo – Marian Boubel, Martin Pola, Jan Řehák, Jan Šebík
- Celostátní finále astronomické olympiády (2008) – 1. místo – Jan Fait
- Celostátní matematický klokan (2009/2010) – 1. místo – Adam Španěl
- Jugend debattiert international (2012/2013) – 1–8. místo – Kristýna Čechová
- Celostátní olympiáda německého jazyka – 1. místo – Jelizaveta Laškevičová

## Statistika

### Učitelé
| Věk                                                                   | Muži  | Ženy  | Celkem | %     |
| --------------------------------------------------------------------- | ----- | ----- | ------ | ----- |
| Do 30 let                                                             | 6     | 7     | 13     | 19,70 |
| 30–40 let                                                             | 10    | 10    | 20     | 33,33 |
| 41–50 let                                                             | 6     | 5     | 11     | 18,18 |
| 51–60 let                                                             | 5     | 9     | 14     | 21,20 |
| Nad 60 let                                                            | 1     | 4     | 5      | 7,58  |
| Celkem                                                                | 23    | 38    | 61     | 100   |
| %                                                                     | 43,94 | 56,06 | 100    | –     |
| Průměrný věk všech mužů učitelů je 38,83 let, žen učitelek 40,07 let. |       |       |        |       |

Informace platné ve školním roce 2013/2014.

### Maturita a následná studia
V roce 2012/2013 odmaturovalo 55 studentů, údaje uvedlo 46 žáků, z nich 44 studuje na VŠ.
Studenti pokračovali na následující obory:
- Cizí jazyky – 13 absolventů (25 %), v roce 2013/2014 13,1 %, v roce 2012/2013 5,9 %
- Humanitní a společensko-vědní obory – 18 absolventů (34,61 %), v roce 2013/2014 42,64 %, v roce 2012/2013 69,7 %
- Přírodovědecké a technické obory – 21 absolventů (40,39 %), v roce 2013/2014 44,3 %, v roce 2013/2014 24,6 %